# Bracket (fiets)

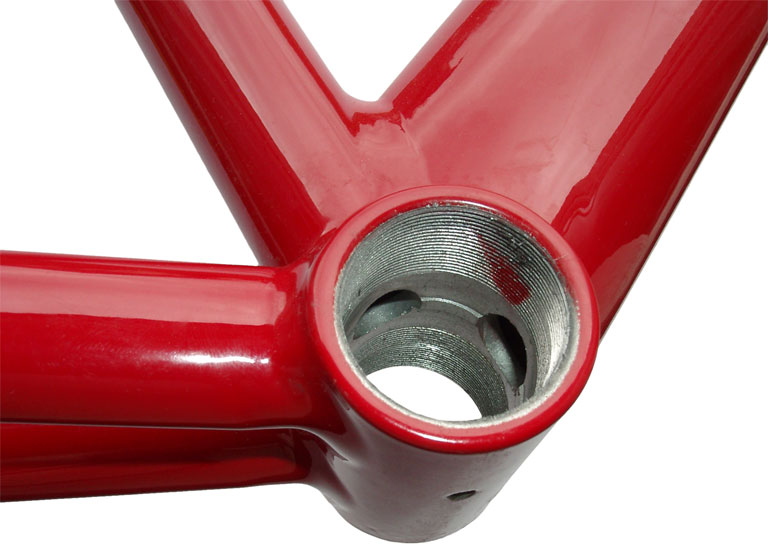
Een bracket zonder gemonteerde trapas.

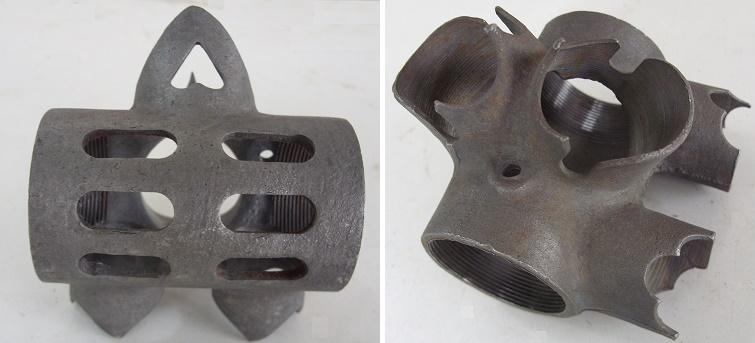
Zandgieten levert bracketlugs op, met een ruw oppervlak; toegepast op fietsen tot begin jaren zeventig

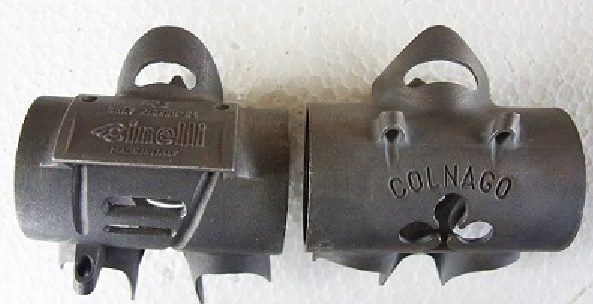
Gietwerk volgens het verlorenwasmodel geeft scherpe details; in de fietsenindustrie is het vanaf de jaren zeventig toegepast

De bracket van een fiets is het gedeelte van het frame waarin de trapas is gemonteerd.
Bij een standaard herenframe sluiten qua framebuizen op de bracket de onder- en zitbuis en de beide vorkscheden van de liggende achtervork aan. Een lugloos fietsframe heeft een bracket die uit een bus bestaat. In de bus bevindt zich aan beide kanten inwendig schroefdraad ter bevestiging van de trapas. De framebuizen die aansluiten zijn hierbij rechtstreeks op de bus gesoldeerd of gelast. Framebouwers die met lugs werken, maken gebruik van brackets die tevens zijn voorzien van verbindingsmoffen waarin de aansluitende framebuizen vallen.
De bracket wordt soms gebruikt om kwetsbare bedrading voor fietsverlichting inwendig door het frame te voeren. Vooral fietsen met versnellingen maken meestal gebruik van de bracket om benodigde bedieningsbekabeling onderlangs te voeren. De bedieningsroute vanaf de remgrepen voor een rem bij de achternaaf kan hier ook langsgaan.
Bij het toepassen van een  excentrische trapas om de kettingspanning te regelen, heeft de bracket een ruime diameter. De breedte van de bracket en bijpassende trapas zijn mede van invloed op de uiteindelijke Q-waarde.

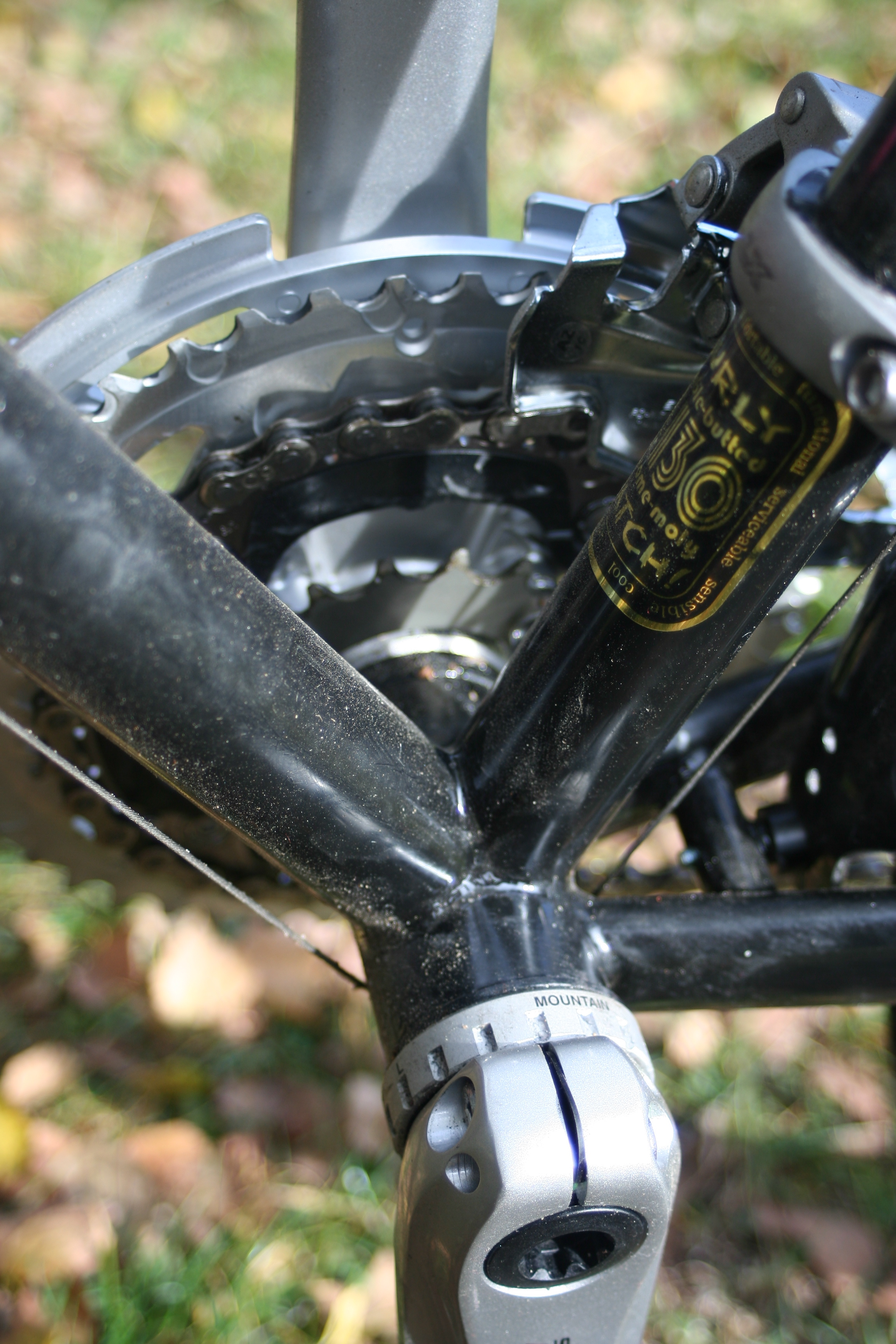
Bracket met gemonteerde trapas en crankstel.
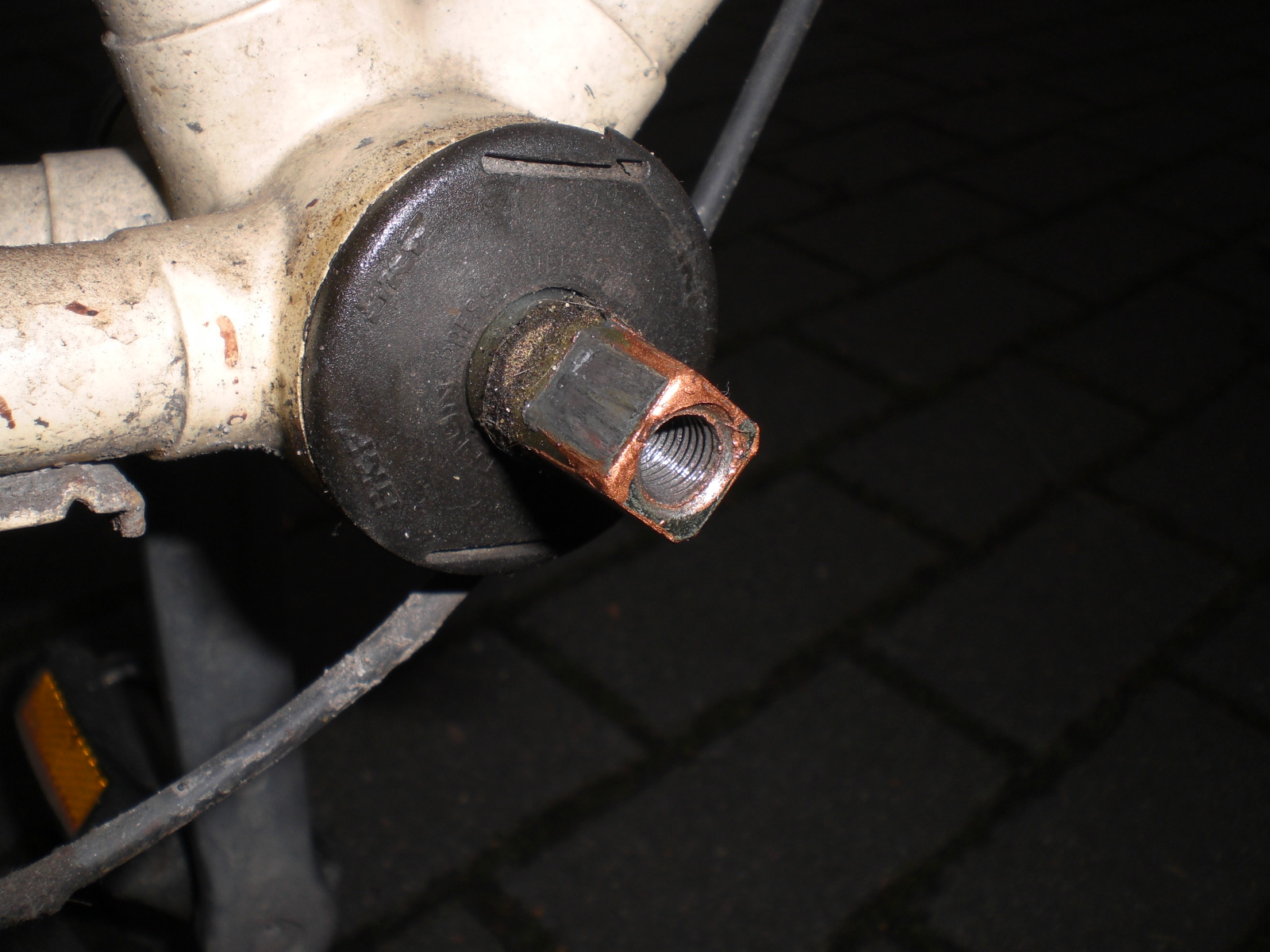
Bracket bij een fiets met lugs.
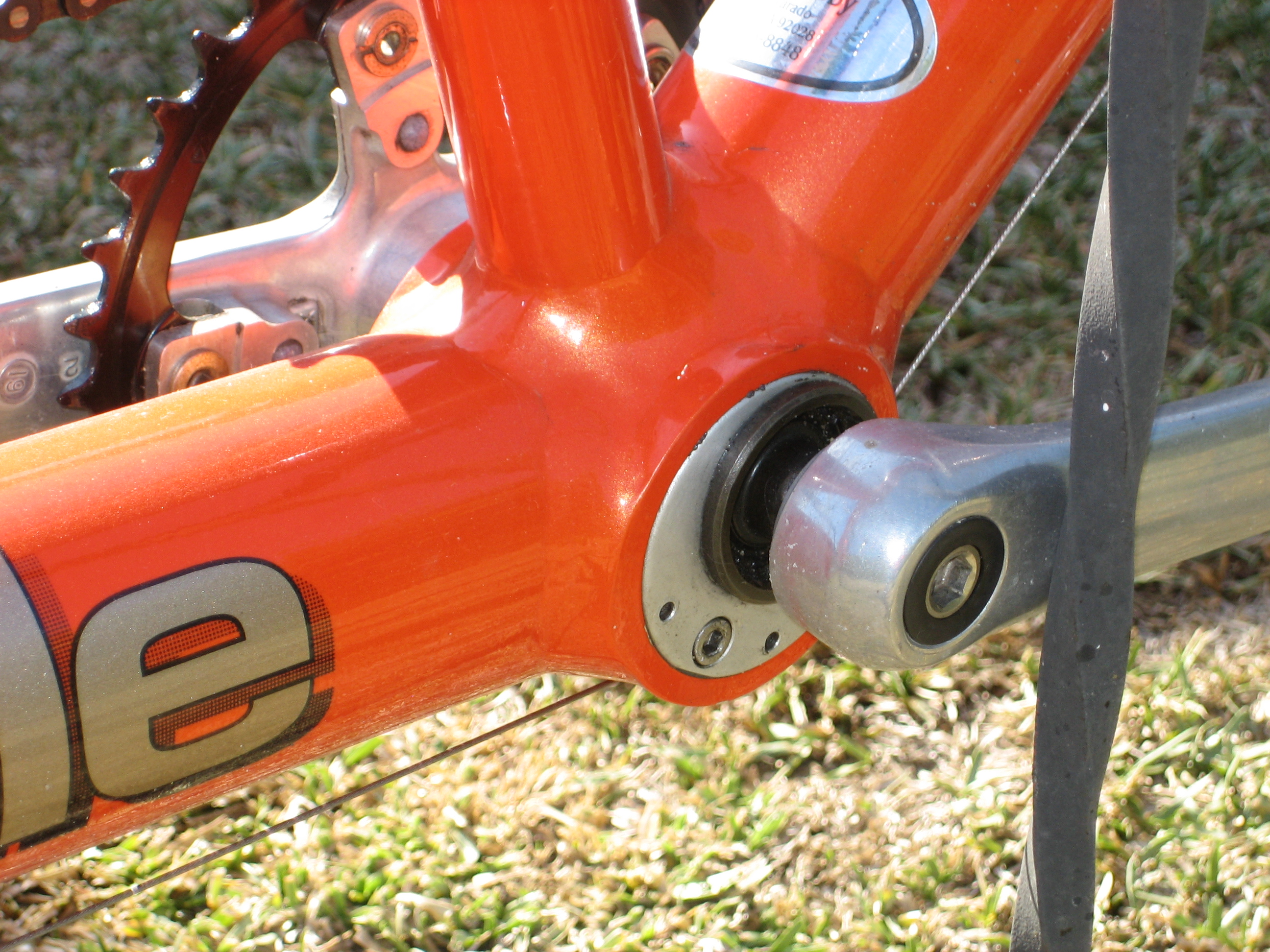
Tandem met excentrische trapas
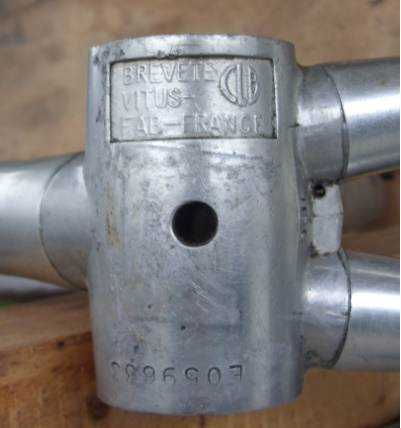
Inwendig gelijmde bracketlug in aluminium fiets
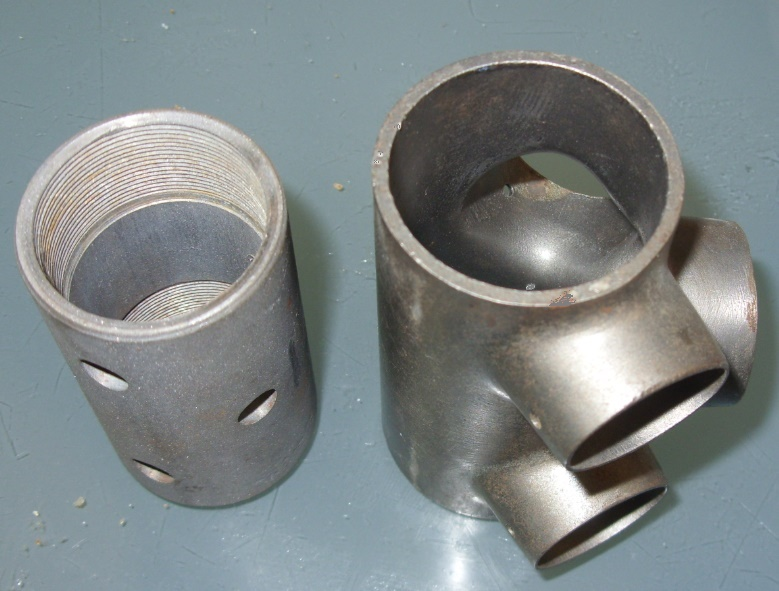
Links een bracketbus met schroefdraad voor lassen of braseren, en rechts een bracketlug voor perslager (omafiets) om te solderen.